# Estación de Vilassar de Mar
Vilassar de Mar es una estación de la línea R1 de Rodalies Renfe de Barcelona situada en la línea de playa del municipio homónimo.
La estación está en la línea del Maresme en el tramo Barcelona-Mataró, el primero que se abrió en España peninsular. Es estación de cercanías desde que se creó la red, y no tiene ningún otro servicio ferroviario.
| << cabecera                    | < estación    | línea | estación >                     | cabecera >>                                           |
| ------------------------------ | ------------- | ----- | ------------------------------ | ----------------------------------------------------- |
| Rodalies de Catalunya de Renfe |               |       |                                |                                                       |
| Molins de Rey Hospitalet       | Premiá de Mar |       | Cabrera de Mar-Vilassar de Mar | Mataró Arenys de Mar Calella Blanes Massanet-Massanas |
| Hospitalet                     | Premiá de Mar |       | Cabrera de Mar-Vilassar de Mar | Figueras Port-Bou                                     |

- Datos: Q2449928
- Multimedia: Vilassar de Mar train station / Q2449928